# Oldsmobile Vista Cruiser
 (signalé en mai 2025).
Si vous disposez d'ouvrages ou d'articles de référence ou si vous connaissez des sites web de qualité traitant du thème abordé ici, merci de compléter l'article en donnant les références utiles à sa vérifiabilité et en les liant à la section « Notes et références ».
- Archive Wikiwix
- Bing
- Cairn
- DuckDuckGo
- E. Universalis
- Gallica
- Google
- G. Books
- G. News
- G. Scholar
- Persée
- Qwant
- (zh) Baidu
- (ru) Yandex
- (wd) trouver des œuvres sur Wikidata

## L'histoire
L'Oldsmobile Vista Cruiser est une automobile du constructeur américain Oldsmobile.

Elle est produite de 1964 à 1977 à travers trois générations différentes.

## Les générations

### Galerie de photos

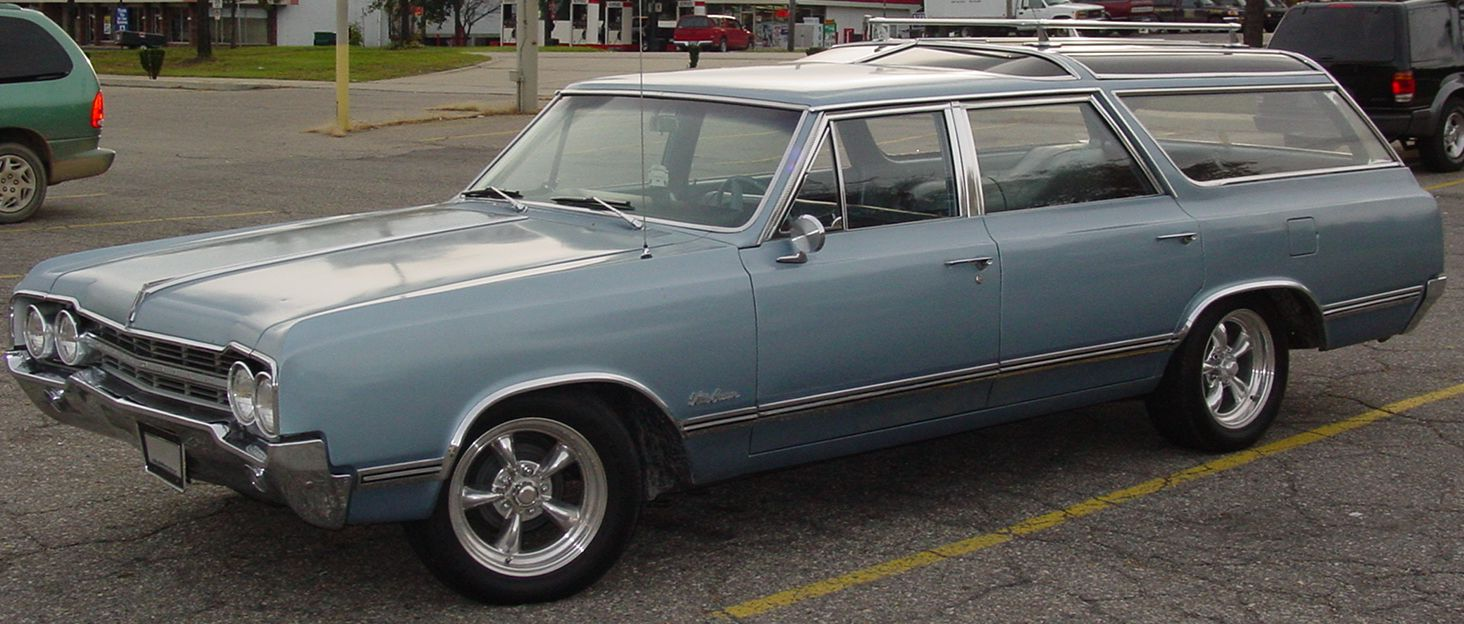
1re génération (1964-67)
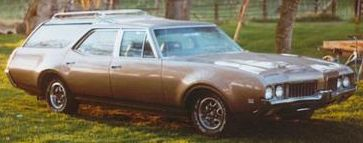
2de génération (1968-72)
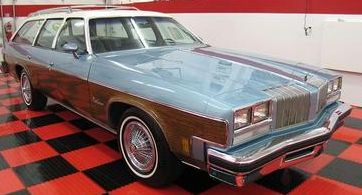
3e génération (1973-77)

### Vista Cruiser2egénération(1968-1972)

#### Vu dans
- That '70s Show, véhicule d'Eric Forman (Topher Grace)